# 위저드리 II: 다이아몬드의 기사
《위저드리 II: 다이아몬드의 기사》(영어: Wizardry II: The Knight of Diamonds)는 서테크가 제작한 던전 탐험 롤플레잉 비디오 게임이다. 《위저드리》 시리즈의 두 번째 본편으로 애플 II로 먼저 개발돼 1982년 출시됐다.
도시 릴가민이 공방전 가운데 군주가 사망하면서 혼란에 빠지자, 도시를 구할 마지막 수단 그닐라의 지팡이를 구하기 위해 전설 속의 '다이아몬드의 기사' 갑옷을 찾아 모험을 떠나는 이야기를 그렸다. 게임플레이는 전작 《위저드리: 광왕의 시련장》와 대체로 동일하며 총 6명의 모험가 파티를 구성해 6층짜리 던전을 돌파하는 것이 목표이다. 원출시판에선 전작의 데이터를 불러들여 플레이어 캐릭터를 이어받는 것이 필수였으나, 이후 출시판에선 임의로 플레이어 캐릭터를 생성할 수 있게 했다.

## 반응
《위저드리 II》는 1982년 오리진스 게임 페어에서 《울티마 II》같은 다른 후보를 제치고 '최고의 가정용 컴퓨터 어드벤처 게임'을 수상받았다.

## 참조

### 주해
1. ↑  애플 II판 출시 당시 제목은 《위저드리: 다이아몬드의 기사 - 세컨드 시나리오》(Wizardry: Knight of Diamonds - The Second Scenario)